# Єгоркино (Єгоркинське сільське поселення, Шумерлинський район)
Єго́ркино (рос. Егоркино, чув. Якуртушкăнь) — присілок у складі Шумерлинського району Чувашії, Росія. Адміністративний центр Єгоркинського сільського поселення.
Населення — 536 осіб (2010; 639 у 2002).
Національний склад:
- чуваші — 100 %